# AC Troja Sarajevo
AC Troja Sarajevo bio je bosanskohercegovački sportski klub iz Sarajeva. 
Klub je osnovan 1919. ili 1920., a ugašen 1925. kada ga je zabranila policija iz političkih razloga. Većina članova bila je vezana za Željezničku radionicu.
Imao je planinarsku (osnovana 1919. ili 1920.), nogometnu (osnovana 1921.), hazenašku (osnovana 1922.) i hrvačku sekciju (osnovana 1923.).

## Nogometna sekcija
Nogometna sekcija nastala je 1921. kada je nekoliko juniora sarajevskog Hajduka napustilo klub zbog dolaska starijih igrača. Oni su se tada pridružili Troji koja je jedino imala planinarsku sekciju. Triput je nastupala u I. razredu Sarajevskog nogometnog podsaveza gdje je svaki put ostvarila peto mjesto. U II. razredu nastupala je samo dvaput te je u obje sezone bila prvak.

### Pregled plasmana po sezonama
| Sezona    | Rang | Liga                                        | Plasman | Izvor |
| --------- | ---- | ------------------------------------------- | ------- | ----- |
| 1920./21. | I.   | I. razred Sarajevskog nogometnog podsaveza  | 5./7.   | [ 5 ] |
| 1921./22. | II.  | II. razred Sarajevskog nogometnog podsaveza | 1./4.   | [ 6 ] |
| 1922./23. | I.   | I. razred Sarajevskog nogometnog podsaveza  | 5./5.   | [ 7 ] |
| 1923./24. | II.  | II. razred Sarajevskog nogometnog podsaveza | 1./3.   | [ 8 ] |
| 1924./25. | I.   | I. razred Sarajevskog nogometnog podsaveza  | 5./5.   | [ 9 ] |